# Promozione Puglia 1986-1987
Nella stagione 1986-1987 la Promozione era il sesto livello del calcio italiano (il massimo livello regionale). Qui vi sono le statistiche relative al campionato in Puglia.
Il campionato è strutturato in vari gironi  su base regionale, gestiti dai Comitati Regionali di competenza. Promozioni alla categoria superiore e retrocessioni in quella inferiore non erano sempre omogenee; erano quantificate all'inizio del campionato dal Comitato Regionale secondo le direttive stabilite dalla Lega Nazionale Dilettanti, ma flessibili, in relazione al numero delle società retrocesse dal Campionato Interregionale e perciò, a seconda delle varie situazioni regionali, la fine del campionato poteva avere degli spareggi sia di promozione che di retrocessione.

## Girone A

### Squadre partecipanti
| Club                      | Città                     |
| ------------------------- | ------------------------- |
| U.S. Bitonto              | Bitonto (BA)              |
| S.S. Canosa               | Canosa di Puglia (BA)     |
| A.S. Castellana           | Castellana Grotte (BA)    |
| G.C. Cerignola            | Cerignola (FG)            |
| A.S. Ginosa               | Ginosa (TA)               |
| Pol. Mola                 | Mola di Bari (BA)         |
| Molfetta Sportiva         | Molfetta (BA)             |
| Pol. Noci                 | Noci (BA)                 |
| A.S. Noicattaro           | Noicattaro (BA)           |
| A.S. Ortanova             | Orta Nova (FG)            |
| S.S. Pro Gioia            | Gioia del Colle (BA)      |
| A.C. San Giovanni Rotondo | San Giovanni Rotondo (FG) |
| G.S. Santeramo            | Santeramo in Colle (BA)   |
| A.S. Santo Spirito        | Bari Santo Spirito        |
| A.S. Terlizzi             | Terlizzi (BA)             |
| A.C. Triggiano            | Triggiano (BA)            |

### Classifica finale
|  | Pos. | Squadra              | Pt  | G   | V   | N   | P   | GF  | GS  | DR  |
|  | ---- | -------------------- | --- | --- | --- | --- | --- | --- | --- | --- |
|  | 1.   | Cerignola            | 47  | 30  | 20  | 7   | 3   | 53  | 13  | +39 |
|  | 2.   | Molfetta             | 46  | 30  | 17  | 12  | 1   | 42  | 13  | +29 |
|  | 3.   | Noci                 | 43  | 30  | 17  | 9   | 4   | 42  | 22  | +20 |
|  | 4.   | Castellana           | 42  | 30  | 16  | 10  | 4   | 46  | 25  | +21 |
|  | 5.   | Noicattaro           | 35  | 30  | 16  | 3   | 11  | 52  | 26  | +26 |
|  | 6.   | Terlizzi             | 34  | 30  | 15  | 4   | 11  | 37  | 31  | +6  |
|  | 7.   | Bitonto              | 32  | 30  | 10  | 12  | 8   | 36  | 27  | +9  |
|  | 8.   | Mola                 | 30  | 30  | 10  | 10  | 10  | 25  | 27  | -2  |
|  | 9.   | Triggiano            | 28  | 30  | 11  | 6   | 13  | 39  | 38  | +1  |
|  | 10.  | Pro Gioia            | 28  | 30  | 10  | 8   | 12  | 37  | 36  | +1  |
|  | 11.  | Canosa               | 28  | 30  | 11  | 6   | 13  | 33  | 36  | -3  |
|  | 12.  | San Giovanni Rotondo | 23  | 30  | 7   | 9   | 14  | 25  | 34  | -9  |
|  | 13.  | Santo Spirito        | 22  | 30  | 9   | 4   | 17  | 25  | 42  | -16 |
|  | 14.  | GS Santeramo         | 20  | 30  | 6   | 8   | 16  | 24  | 40  | -16 |
|  | 15.  | Ginosa               | 19  | 30  | 5   | 9   | 16  | 19  | 36  | -17 |
|  | 16.  | Ortanova (-1)        | 2   | 30  | 0   | 3   | 27  | 5   | 94  | -89 |
|  |      |                      | 479 | 480 | 180 | 120 | 180 | 541 | 541 | 0   |

Legenda:

         Promosso nel Campionato Interregionale 1987-1988.
         Retrocesso in Prima Categoria 1987-1988.
Note:
Due punti a vittoria, uno a pareggio, zero a sconfitta.
Il Molfetta è poi stato ammesso in Interregionale.
L'Ortanova è stato penalizzato con la sottrazione di 1 punto in classifica.

## Girone B

### Squadre partecipanti
| Club                               | Città                      |
| ---------------------------------- | -------------------------- |
| U.S. Aradeo                        | Aradeo (LE)                |
| Junior Francavilla                 | Francavilla Fontana (BR)   |
| Pol. Carovigno                     | Carovigno (BR)             |
| A.C. Copertino                     | Copertino (LE)             |
| A.C. Gallipoli                     | Gallipoli (LE)             |
| Pol. Ars et Labor Grottaglie       | Grottaglie (TA)            |
| A.C. Juventus Club Parola Carmiano | Carmiano (LE)              |
| A.S. Leverano                      | Leverano (LE)              |
| U.S. Lorenzo Mariano               | Scorrano (LE)              |
| A.C. Massafra                      | Massafra (TA)              |
| Nuova Nardò Calcio                 | Nardò (LE)                 |
| U.S. Novoli                        | Novoli (LE)                |
| F.C. Real Taranto                  | Taranto                    |
| Pol. San Pietro                    | San Pietro Vernotico (BR)  |
| U.S. San Vito                      | San Vito dei Normanni (BR) |
| U.S. Tricase                       | Tricase (LE)               |

### Classifica finale
|  | Pos. | Squadra                   | Pt  | G   | V   | N   | P   | GF  | GS  | DR  |
|  | ---- | ------------------------- | --- | --- | --- | --- | --- | --- | --- | --- |
|  | 1.   | Nardò                     | 46  | 30  | 18  | 10  | 2   | 39  | 14  | +25 |
|  | 2.   | San Vito Normanni         | 45  | 30  | 16  | 13  | 1   | 32  | 11  | +21 |
|  | 3.   | Massafra                  | 43  | 30  | 17  | 9   | 4   | 63  | 28  | +35 |
|  | 4.   | Junior Francavilla        | 41  | 30  | 16  | 9   | 5   | 34  | 13  | +21 |
|  | 5.   | Tricase                   | 35  | 30  | 10  | 15  | 5   | 31  | 21  | +10 |
|  | 6.   | Novoli                    | 34  | 30  | 8   | 18  | 4   | 27  | 19  | +8  |
|  | 7.   | Juventus Parola Carmiano  | 33  | 30  | 12  | 9   | 9   | 27  | 25  | +2  |
|  | 8.   | Real Taranto              | 32  | 30  | 10  | 12  | 8   | 31  | 22  | +9  |
|  | 9.   | Grottaglie                | 28  | 30  | 10  | 8   | 12  | 27  | 31  | -4  |
|  | 10.  | Lorenzo Mariano           | 27  | 30  | 7   | 13  | 10  | 36  | 29  | +7  |
|  | 11.  | Aradeo                    | 26  | 30  | 7   | 12  | 11  | 20  | 26  | -6  |
|  | 12.  | Copertino                 | 20  | 30  | 5   | 10  | 15  | 23  | 43  | -20 |
|  | 13.  | Carovigno                 | 20  | 30  | 5   | 10  | 15  | 23  | 49  | -26 |
|  | 14.  | Leverano                  | 19  | 30  | 3   | 13  | 14  | 17  | 43  | -26 |
|  | 15.  | Virtus Gallipoli          | 17  | 30  | 4   | 9   | 17  | 12  | 38  | -26 |
|  | 16.  | San Pietro Vernotico (-1) | 13  | 30  | 3   | 8   | 19  | 15  | 45  | -30 |
|  |      |                           | 479 | 480 | 152 | 176 | 152 | 456 | 456 | 0   |

Legenda:

         Promosso nel Campionato Interregionale 1987-1988.
         Retrocesso in Prima Categoria 1987-1988.
Note:
Due punti a vittoria, uno a pareggio, zero a sconfitta.
Il San Pietro è stato penalizzato con la sottrazione di 1 punto in classifica.